# هوانگ سئوک-هو
هوانگ سئوک-هو (زاده ۲۷ ژوئن ۱۹۸۹) یک بازیکن فوتبال اهل کره جنوبی است.
وی همچنین در تیم‌های ملی فوتبال کره جنوبی کره جنوبی کره جنوبی بازی کرده است.